# 基里洛夫 (城市)
58°52′N 38°23′E / 58.867°N 38.383°E
基里洛夫（羅馬化：Kirillov）是俄羅斯沃洛格達州西部城市，與州首府沃洛格達相距129公里。2002年人口8,299人。
基里洛夫於14世紀建立，1775年設市。